# Fehértorkú királykatirannusz
A fehértorkú királykatirannusz (Platyrinchus mystaceus) a madarak (Aves) osztályának a verébalakúak (Passeriformes) rendjébe és a királygébicsfélék (Tyrannidae) családjába tartozó faj.

## Rendszerezése
A fajt Louis Pierre Vieillot francia ornitológus írta le 1818-ban.

## Alfajai
- Platyrinchus mystaceus albogularis P. L. Sclater, 1860
- Platyrinchus mystaceus bifasciatus Allen, 1889
- Platyrinchus mystaceus cancromus Temminck, 1820
- Platyrinchus mystaceus duidae Zimmer, 1939
- Platyrinchus mystaceus imatacae Zimmer & Phelps, 1945
- Platyrinchus mystaceus insularis Allen, 1889
- Platyrinchus mystaceus mystaceus Vieillot, 1818
- Platyrinchus mystaceus neglectus (Todd, 1919)
- Platyrinchus mystaceus niveigularis Pinto, 1954
- Platyrinchus mystaceus partridgei Short, 1969
- Platyrinchus mystaceus perijanus Phelps & W. H. Phelps Jr, 1954
- Platyrinchus mystaceus ptaritepui Zimmer & W. H. Phelps, 1946
- Platyrinchus mystaceus ventralis Phelps & Phelps, 1955
- Platyrinchus mystaceus zamorae (Chapman, 1924)[2]

## Előfordulása
Costa Rica, Panama, Trinidad és Tobago, valamint Argentína, Bolívia, Brazília, Kolumbia, Ecuador, Francia Guyana, Guyana, Paraguay,  Peru, Suriname és Venezuela területén honos.
Természetes élőhelyei a szubtrópusi és trópusi száraz erdők, síkvidéki és hegyi esőerdők, síkvidéki száraz és nedves cserjések. Állandó, nem vonuló faj.

## Megjelenése
Testhossza 10 centiméter.
|  |

## Természetvédelmi helyzete
Elterjedési területe rendkívül nagy, egyedszáma ugyan csökken, de még nem éri el a kritikus szintet. A Természetvédelmi Világszövetség Vörös listáján nem fenyegetett fajként szerepel.